# Chrostkowo (plaats)
Chrostkowo is een dorp in het Poolse woiwodschap Koejavië-Pommeren, in het district Lipnowski. De plaats maakt deel uit van de gemeente Chrostkowo.